# Alois Gschwind
Alois Gschwind (* 9. Februar 1925 in Arlesheim; † 28. Juni 2017 in Dornach) war ein Schweizer Dirigent, Chorleiter und Musikpädagoge. Er prägte während vieler Jahrzehnte das Musikleben im solothurnischen Schwarzbubenland.

## Leben
Gschwind liess sich an der Musik-Akademie der Stadt Basel zum Kapellmeister ausbilden und absolvierte die Lehrerseminare in Zug und Rickenbach. Nach einer ersten Anstellung in Bubendorf wechselte er 1948 nach Dornach, wo er bereits als Chorleiter des hiesigen Cäcilienchors tätig war. 1951 übernahm er die Leitung des Männerchors sowie des Musikvereins Concordia und gründete 1964 das Orchester Dornach. Als Leiter dieser vier Vereine konnte Gschwind im Stile eines Generalmusikdirektors grosse Oratorienwerke von Händel, Haydn und Mendelssohn aufführen, ab 1982 auch im Goetheanum.
1959 gründete Gschwind mit Unterstützung des damaligen Gemeindeammanns Otto Stich die Jugendmusikschule Dornach und wurde 1965 zum Rektor der Schulen Dornach berufen. Von 1968 bis 1977 war er Präsident der Musikkommission des Eidgenössischen Musikvereins und danach bis 1982 Präsident des Schweizer Blasmusik-Dirigentenverbands. 1979 wurde Gschwind mit dem Kulturpreis des Kantons Solothurn sowie dem Kulturpreis der Gemeinde Dornach ausgezeichnet.